# Llista d'asteroides/66801–66900
| Nom     | Designació provisional | Data de descobriment | Lloc de descobriment | Descobridor/s                    |
| ------- | ---------------------- | -------------------- | -------------------- | -------------------------------- |
| 66801 - | 1999 TF270             | 3 d'octubre, 1999    | Socorro              | LINEAR                           |
| 66802 - | 1999 TJ270             | 3 d'octubre, 1999    | Socorro              | LINEAR                           |
| 66803 - | 1999 TD273             | 5 d'octubre, 1999    | Socorro              | LINEAR                           |
| 66804 - | 1999 TE281             | 8 d'octubre, 1999    | Socorro              | LINEAR                           |
| 66805 - | 1999 TU284             | 9 d'octubre, 1999    | Socorro              | LINEAR                           |
| 66806 - | 1999 TC286             | 10 d'octubre, 1999   | Socorro              | LINEAR                           |
| 66807 - | 1999 TD288             | 10 d'octubre, 1999   | Socorro              | LINEAR                           |
| 66808 - | 1999 TU288             | 10 d'octubre, 1999   | Socorro              | LINEAR                           |
| 66809 - | 1999 TX288             | 10 d'octubre, 1999   | Socorro              | LINEAR                           |
| 66810 - | 1999 UM4               | 29 d'octubre, 1999   | Kitt Peak            | Spacewatch                       |
| 66811 - | 1999 UA6               | 18 d'octubre, 1999   | Xinglong             | BAO Schmidt CCD Asteroid Program |
| 66812 - | 1999 UE8               | 29 d'octubre, 1999   | Catalina             | CSS                              |
| 66813 - | 1999 UQ11              | 31 d'octubre, 1999   | Socorro              | LINEAR                           |
| 66814 - | 1999 UX12              | 29 d'octubre, 1999   | Catalina             | CSS                              |
| 66815 - | 1999 UQ13              | 29 d'octubre, 1999   | Catalina             | CSS                              |
| 66816 - | 1999 UO14              | 29 d'octubre, 1999   | Catalina             | CSS                              |
| 66817 - | 1999 UR15              | 29 d'octubre, 1999   | Catalina             | CSS                              |
| 66818 - | 1999 UT16              | 29 d'octubre, 1999   | Catalina             | CSS                              |
| 66819 - | 1999 UZ16              | 30 d'octubre, 1999   | Catalina             | CSS                              |
| 66820 - | 1999 UW17              | 30 d'octubre, 1999   | Kitt Peak            | Spacewatch                       |
| 66821 - | 1999 UC21              | 31 d'octubre, 1999   | Kitt Peak            | Spacewatch                       |
| 66822 - | 1999 UD22              | 31 d'octubre, 1999   | Kitt Peak            | Spacewatch                       |
| 66823 - | 1999 UA25              | 28 d'octubre, 1999   | Catalina             | CSS                              |
| 66824 - | 1999 UM26              | 30 d'octubre, 1999   | Catalina             | CSS                              |
| 66825 - | 1999 UZ27              | 30 d'octubre, 1999   | Kitt Peak            | Spacewatch                       |
| 66826 - | 1999 UX36              | 16 d'octubre, 1999   | Kitt Peak            | Spacewatch                       |
| 66827 - | 1999 UG37              | 16 d'octubre, 1999   | Kitt Peak            | Spacewatch                       |
| 66828 - | 1999 UG41              | 17 d'octubre, 1999   | Anderson Mesa        | LONEOS                           |
| 66829 - | 1999 UY42              | 28 d'octubre, 1999   | Catalina             | CSS                              |
| 66830 - | 1999 UT43              | 28 d'octubre, 1999   | Anderson Mesa        | LONEOS                           |
| 66831 - | 1999 UJ44              | 29 d'octubre, 1999   | Catalina             | CSS                              |
| 66832 - | 1999 UE45              | 31 d'octubre, 1999   | Catalina             | CSS                              |
| 66833 - | 1999 UP45              | 31 d'octubre, 1999   | Catalina             | CSS                              |
| 66834 - | 1999 UT46              | 31 d'octubre, 1999   | Uccle                | E. W. Elst                       |
| 66835 - | 1999 UQ47              | 30 d'octubre, 1999   | Catalina             | CSS                              |
| 66836 - | 1999 UM48              | 30 d'octubre, 1999   | Catalina             | CSS                              |
| 66837 - | 1999 US48              | 31 d'octubre, 1999   | Catalina             | CSS                              |
| 66838 - | 1999 UF49              | 31 d'octubre, 1999   | Catalina             | CSS                              |
| 66839 - | 1999 UE51              | 31 d'octubre, 1999   | Catalina             | CSS                              |
| 66840 - | 1999 UU52              | 31 d'octubre, 1999   | Catalina             | CSS                              |
| 66841 - | 1999 UA53              | 31 d'octubre, 1999   | Catalina             | CSS                              |
| 66842 - | 1999 UG53              | 20 d'octubre, 1999   | Anderson Mesa        | LONEOS                           |
| 66843 - | 1999 VG                | 1 de novembre, 1999  | Oaxaca               | J. M. Roe                        |
| 66844 - | 1999 VP                | 1 de novembre, 1999  | Fountain Hills       | C. W. Juels                      |
| 66845 - | 1999 VE2               | 5 de novembre, 1999  | High Point           | D. K. Chesney                    |
| 66846 - | 1999 VP2               | 6 de novembre, 1999  | Lime Creek           | R. Linderholm                    |
| 66847 - | 1999 VT4               | 5 de novembre, 1999  | Višnjan Observatory  | K. Korlević                      |
| 66848 - | 1999 VX5               | 5 de novembre, 1999  | Oizumi               | T. Kobayashi                     |
| 66849 - | 1999 VM8               | 4 de novembre, 1999  | Bédoin               | P. Antonini                      |
| 66850 - | 1999 VX8               | 9 de novembre, 1999  | Fountain Hills       | C. W. Juels                      |
| 66851 - | 1999 VT9               | 9 de novembre, 1999  | Fountain Hills       | C. W. Juels                      |
| 66852 - | 1999 VH11              | 9 de novembre, 1999  | Višnjan Observatory  | K. Korlević                      |
| 66853 - | 1999 VH12              | 10 de novembre, 1999 | High Point           | D. K. Chesney                    |
| 66854 - | 1999 VL19              | 10 de novembre, 1999 | Višnjan Observatory  | K. Korlević                      |
| 66855 - | 1999 VM22              | 13 de novembre, 1999 | Fountain Hills       | C. W. Juels                      |
| 66856 - | 1999 VW22              | 13 de novembre, 1999 | Lake Tekapo          | I. P. Griffin, N. Brady          |
| 66857 - | 1999 VQ25              | 15 de novembre, 1999 | Kleť                 | Kleť                             |
| 66858 - | 1999 VJ27              | 3 de novembre, 1999  | Catalina             | CSS                              |
| 66859 - | 1999 VQ30              | 3 de novembre, 1999  | Socorro              | LINEAR                           |
| 66860 - | 1999 VZ30              | 3 de novembre, 1999  | Socorro              | LINEAR                           |
| 66861 - | 1999 VN31              | 3 de novembre, 1999  | Socorro              | LINEAR                           |
| 66862 - | 1999 VL37              | 3 de novembre, 1999  | Socorro              | LINEAR                           |
| 66863 - | 1999 VM43              | 1 de novembre, 1999  | Catalina             | CSS                              |
| 66864 - | 1999 VD44              | 3 de novembre, 1999  | Catalina             | CSS                              |
| 66865 - | 1999 VG44              | 3 de novembre, 1999  | Catalina             | CSS                              |
| 66866 - | 1999 VS45              | 4 de novembre, 1999  | Catalina             | CSS                              |
| 66867 - | 1999 VN47              | 3 de novembre, 1999  | Socorro              | LINEAR                           |
| 66868 - | 1999 VS47              | 3 de novembre, 1999  | Socorro              | LINEAR                           |
| 66869 - | 1999 VX47              | 3 de novembre, 1999  | Socorro              | LINEAR                           |
| 66870 - | 1999 VE48              | 3 de novembre, 1999  | Socorro              | LINEAR                           |
| 66871 - | 1999 VN48              | 3 de novembre, 1999  | Socorro              | LINEAR                           |
| 66872 - | 1999 VH50              | 3 de novembre, 1999  | Socorro              | LINEAR                           |
| 66873 - | 1999 VJ50              | 3 de novembre, 1999  | Socorro              | LINEAR                           |
| 66874 - | 1999 VP50              | 3 de novembre, 1999  | Socorro              | LINEAR                           |
| 66875 - | 1999 VY52              | 3 de novembre, 1999  | Socorro              | LINEAR                           |
| 66876 - | 1999 VC55              | 4 de novembre, 1999  | Socorro              | LINEAR                           |
| 66877 - | 1999 VT60              | 4 de novembre, 1999  | Socorro              | LINEAR                           |
| 66878 - | 1999 VM63              | 4 de novembre, 1999  | Socorro              | LINEAR                           |
| 66879 - | 1999 VK65              | 4 de novembre, 1999  | Socorro              | LINEAR                           |
| 66880 - | 1999 VO66              | 4 de novembre, 1999  | Socorro              | LINEAR                           |
| 66881 - | 1999 VL67              | 4 de novembre, 1999  | Socorro              | LINEAR                           |
| 66882 - | 1999 VZ67              | 4 de novembre, 1999  | Socorro              | LINEAR                           |
| 66883 - | 1999 VC70              | 4 de novembre, 1999  | Socorro              | LINEAR                           |
| 66884 - | 1999 VX70              | 4 de novembre, 1999  | Socorro              | LINEAR                           |
| 66885 - | 1999 VH72              | 12 de novembre, 1999 | Xinglong             | BAO Schmidt CCD Asteroid Program |
| 66886 - | 1999 VJ72              | 12 de novembre, 1999 | Xinglong             | BAO Schmidt CCD Asteroid Program |
| 66887 - | 1999 VX74              | 5 de novembre, 1999  | Kitt Peak            | Spacewatch                       |
| 66888 - | 1999 VE78              | 4 de novembre, 1999  | Socorro              | LINEAR                           |
| 66889 - | 1999 VW78              | 4 de novembre, 1999  | Socorro              | LINEAR                           |
| 66890 - | 1999 VD81              | 4 de novembre, 1999  | Socorro              | LINEAR                           |
| 66891 - | 1999 VP85              | 5 de novembre, 1999  | Catalina             | CSS                              |
| 66892 - | 1999 VN87              | 5 de novembre, 1999  | Socorro              | LINEAR                           |
| 66893 - | 1999 VQ87              | 5 de novembre, 1999  | Socorro              | LINEAR                           |
| 66894 - | 1999 VB98              | 9 de novembre, 1999  | Socorro              | LINEAR                           |
| 66895 - | 1999 VO99              | 9 de novembre, 1999  | Socorro              | LINEAR                           |
| 66896 - | 1999 VN104             | 9 de novembre, 1999  | Socorro              | LINEAR                           |
| 66897 - | 1999 VZ113             | 9 de novembre, 1999  | Catalina             | CSS                              |
| 66898 - | 1999 VS114             | 9 de novembre, 1999  | Catalina             | CSS                              |
| 66899 - | 1999 VV114             | 9 de novembre, 1999  | Catalina             | CSS                              |
| 66900 - | 1999 VO126             | 9 de novembre, 1999  | Kitt Peak            | Spacewatch                       |